# Siderúrgica de Völklingen
La Siderúrgica de Völklingen se sitúa cerca de la ciudad alemana de Völklingen y es la única en toda Europa Occidental y América del Norte que, siendo equipada entre el final del siglo XIX y comienzos del siglo XX, se mantuvo intacta. Ocupa 6 hectáreas.
El ingeniero Julius Bruch construyó la fundición en 1873, que interrumpe sus actividades seis años después a consecuencia de los altos impuestos pagados. Dos años después vende la fundición a Carl Röchling, que el año siguiente inauguró el primer alto horno.
La inversión dio resultado y en 1890 Völklingen era ya el mayor productor de vigas de acero del Imperio Alemán. Diez años después, en 1898/1899 prueban la gasolina como combustible, y obtienen éxito, por lo que en 1900 ya era usada la gasolina en motores de combustión interna.
En 1911 Völklingen ya era una industria y producía diversos tipos de artículos, además de todo tipo de piezas de acero y hierro, fabricaban también fertilizantes, amoníaco y bencina, entre otros subproductos de la combustión. Más tarde, durante la Segunda Guerra Mundial, muchas personas de Bélgica, Italia, Luxemburgo, Países Bajos y Rusia, entre otros países, trabajaron en la siderurgia, muchos en pésimas condiciones de trabajo.
Después del final de la guerra los franceses asumieron la administración de las fábricas, y unos 17.000 obreros trabajaban en la fundición, lo que fue un récord de la historia de la industria.
En 1986, la siderúrgica cierra sus puertas. Se decide que las construcciones y equipos debían de ser preservados por su valor histórico. En el año 1994 es declarada como Patrimonio de la Humanidad por la Unesco.
En 2000 unas 104.000 personas visitan el lugar, y en 2004 es inaugurado el recorrido científico, Ferrodrom® - adventure world of iron o Ferrodrom, la aventura del mundo de acero.

## Galería

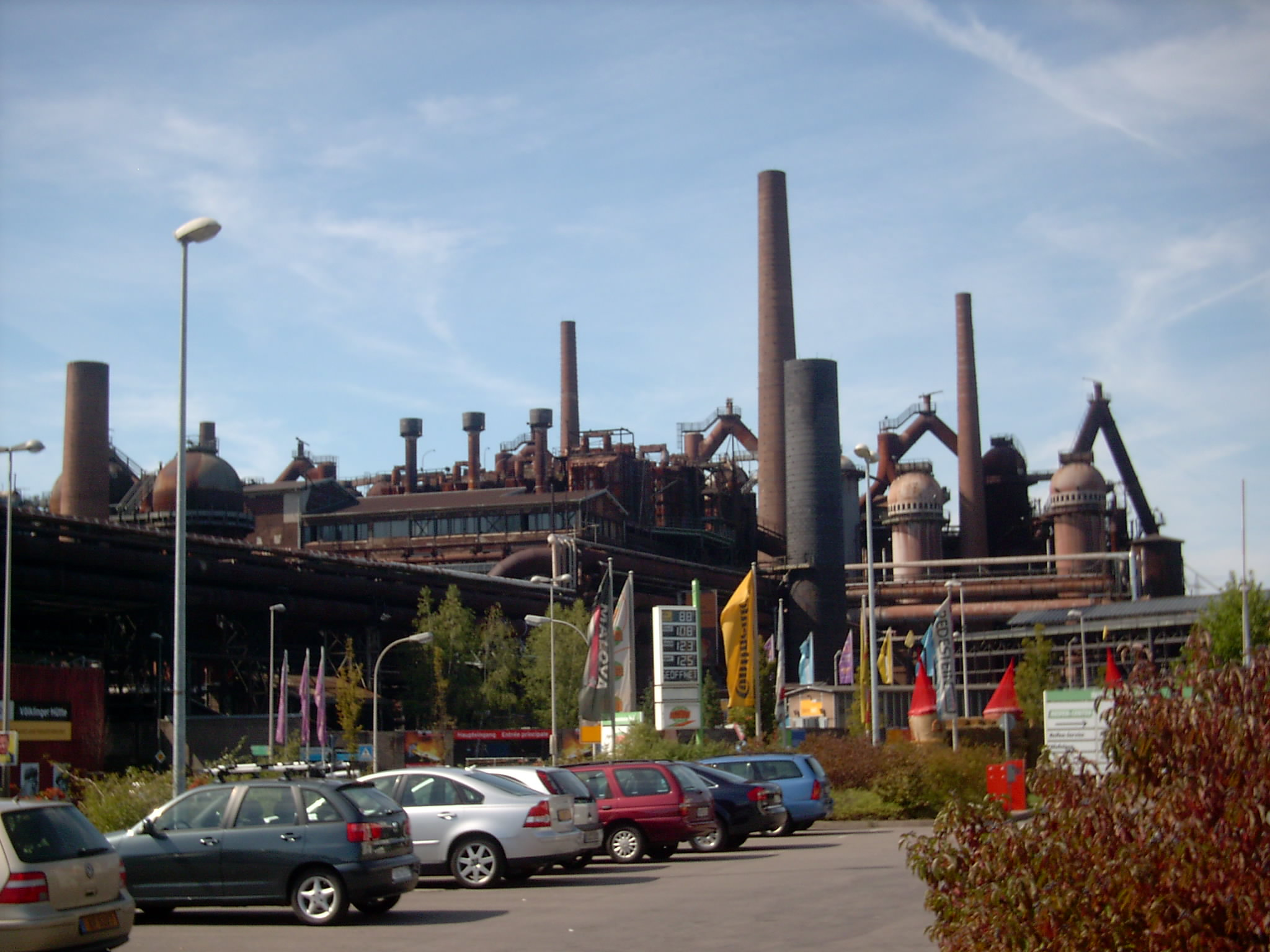
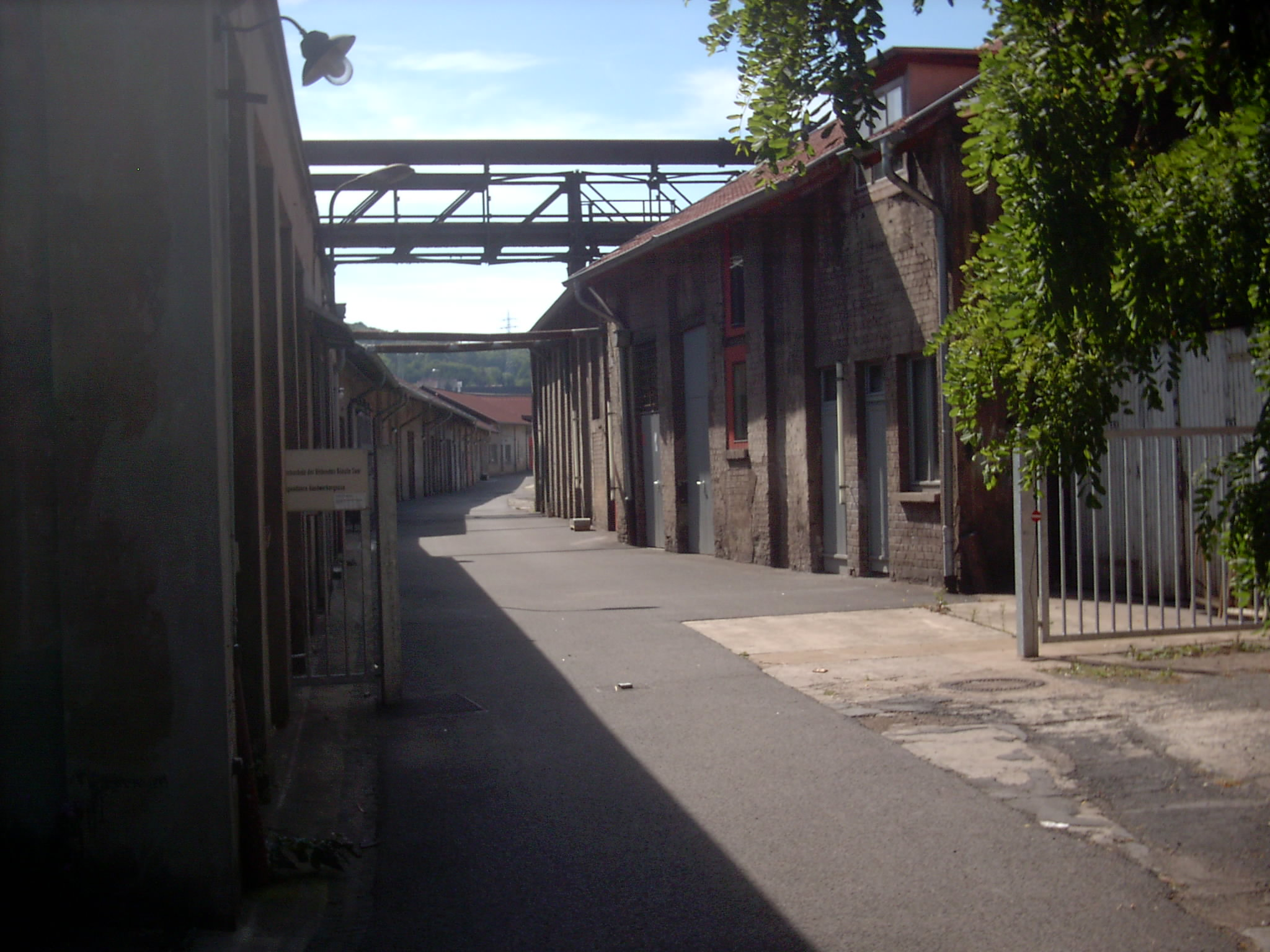
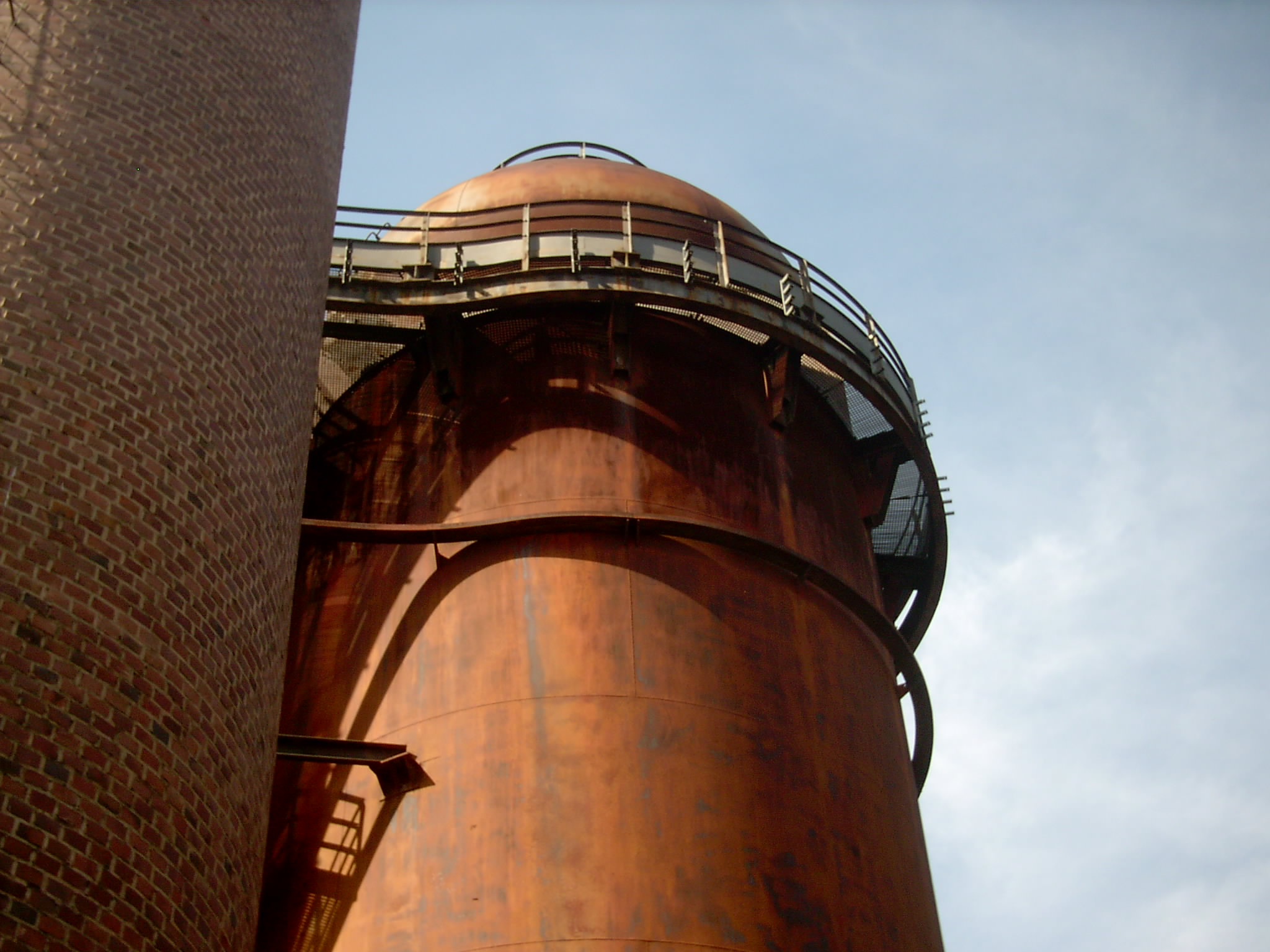
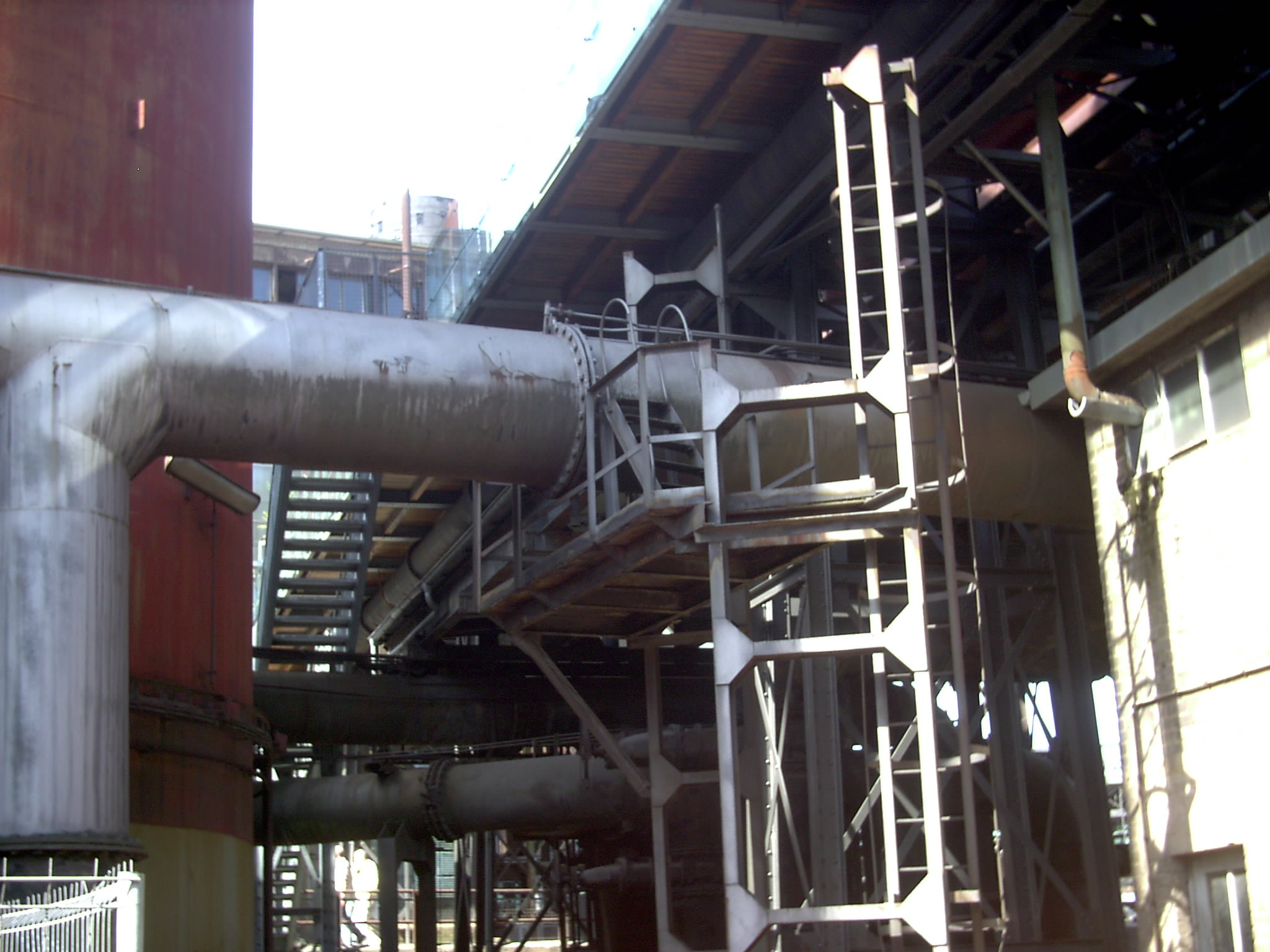
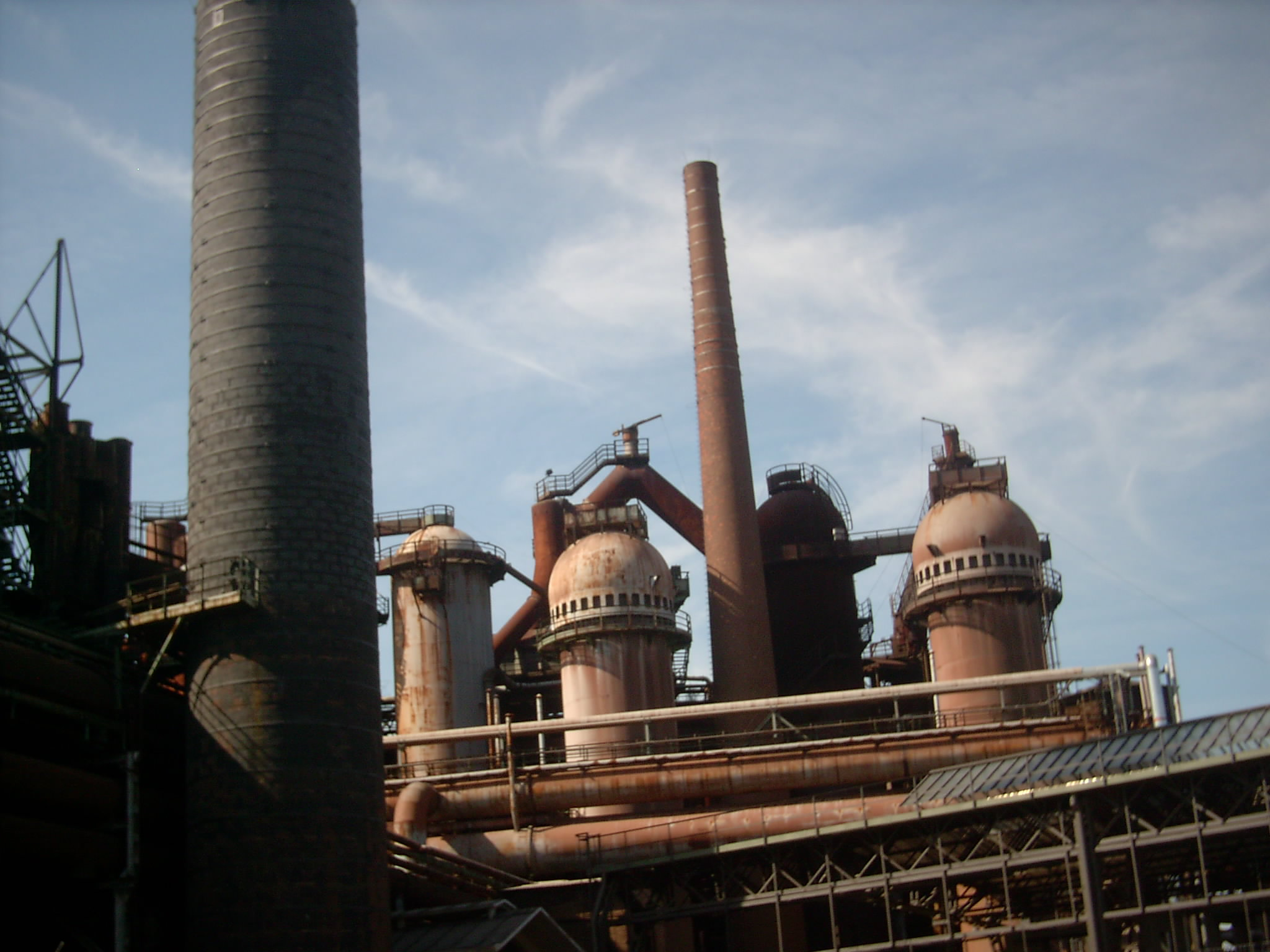
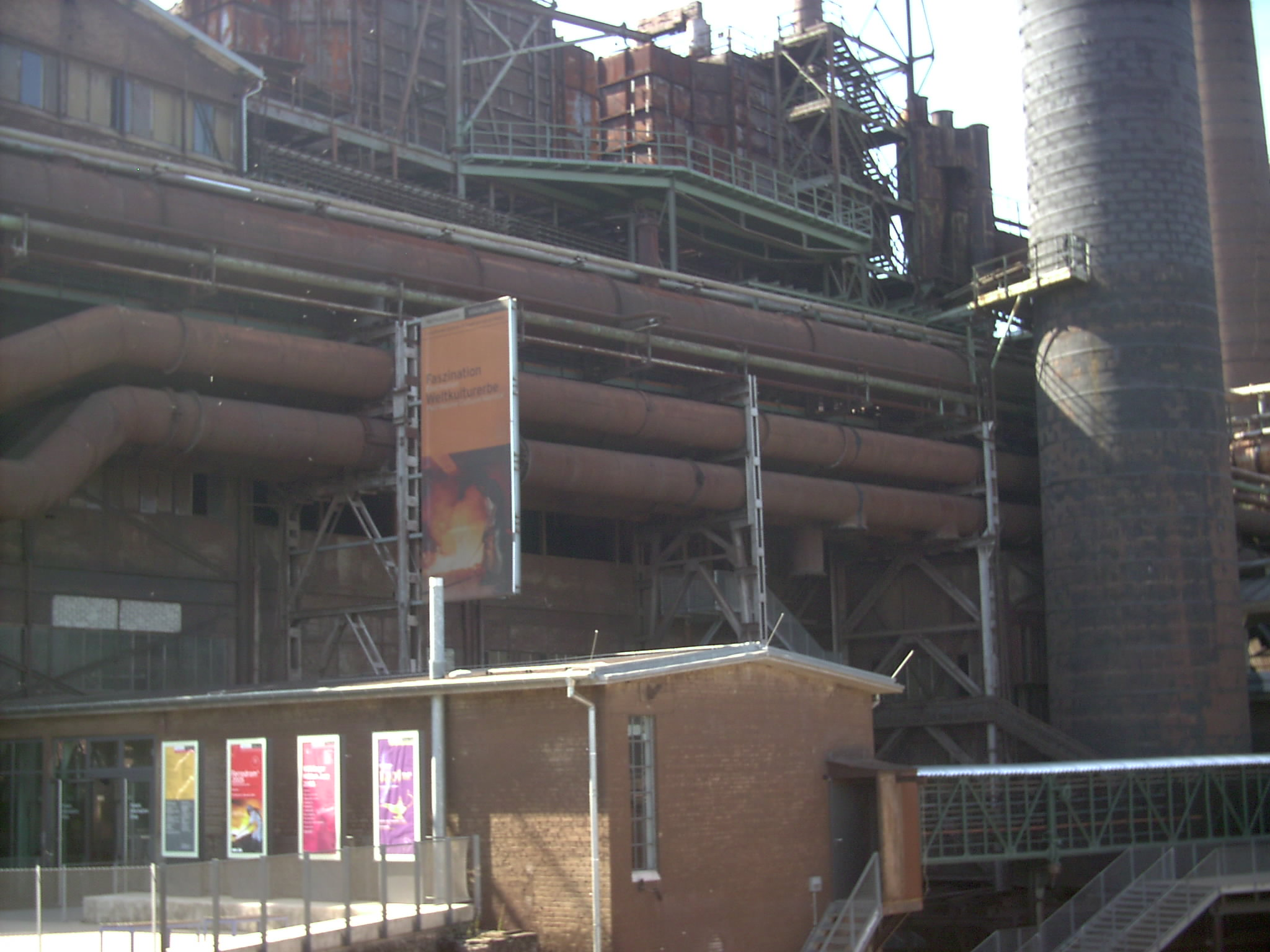
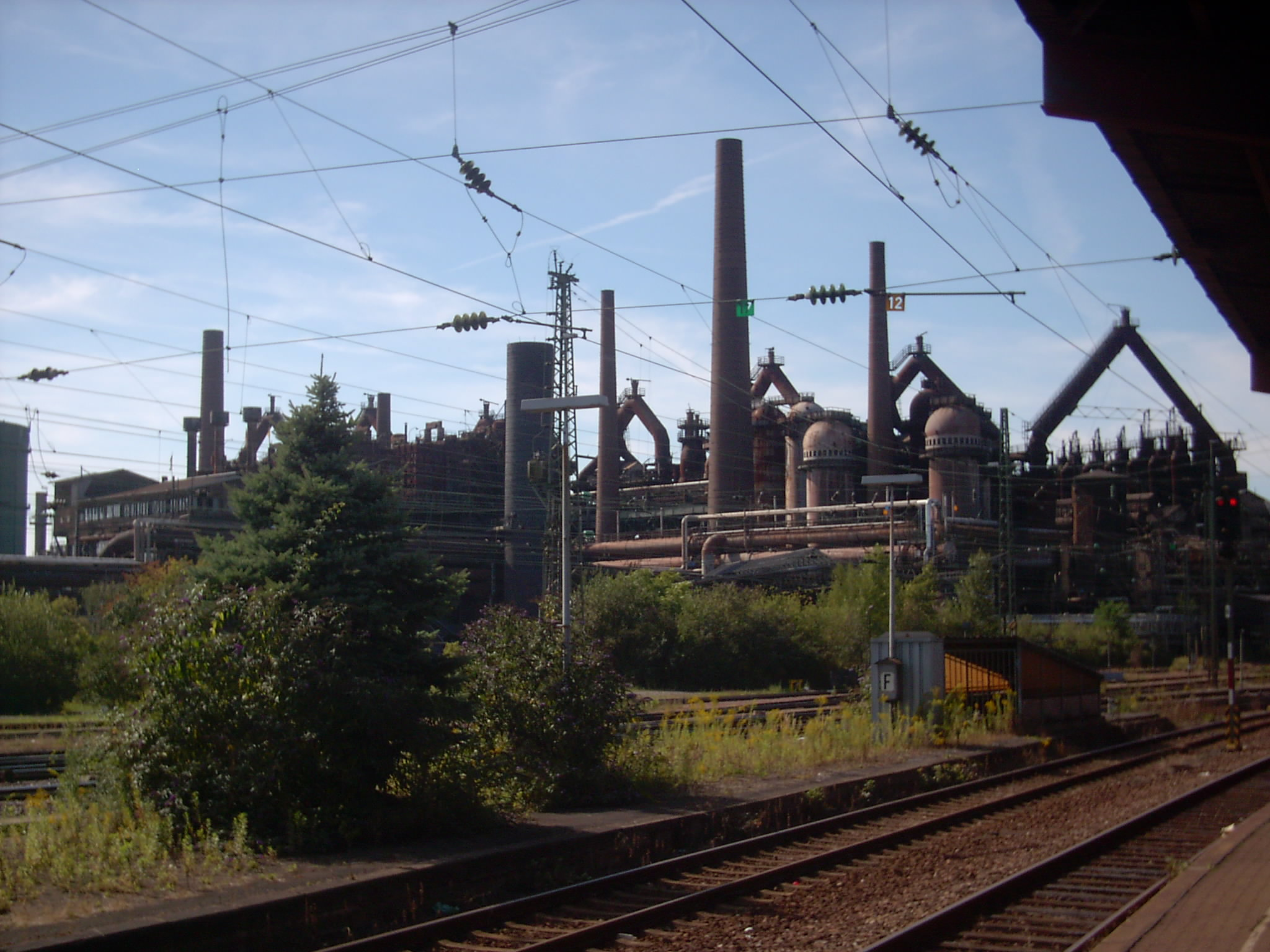
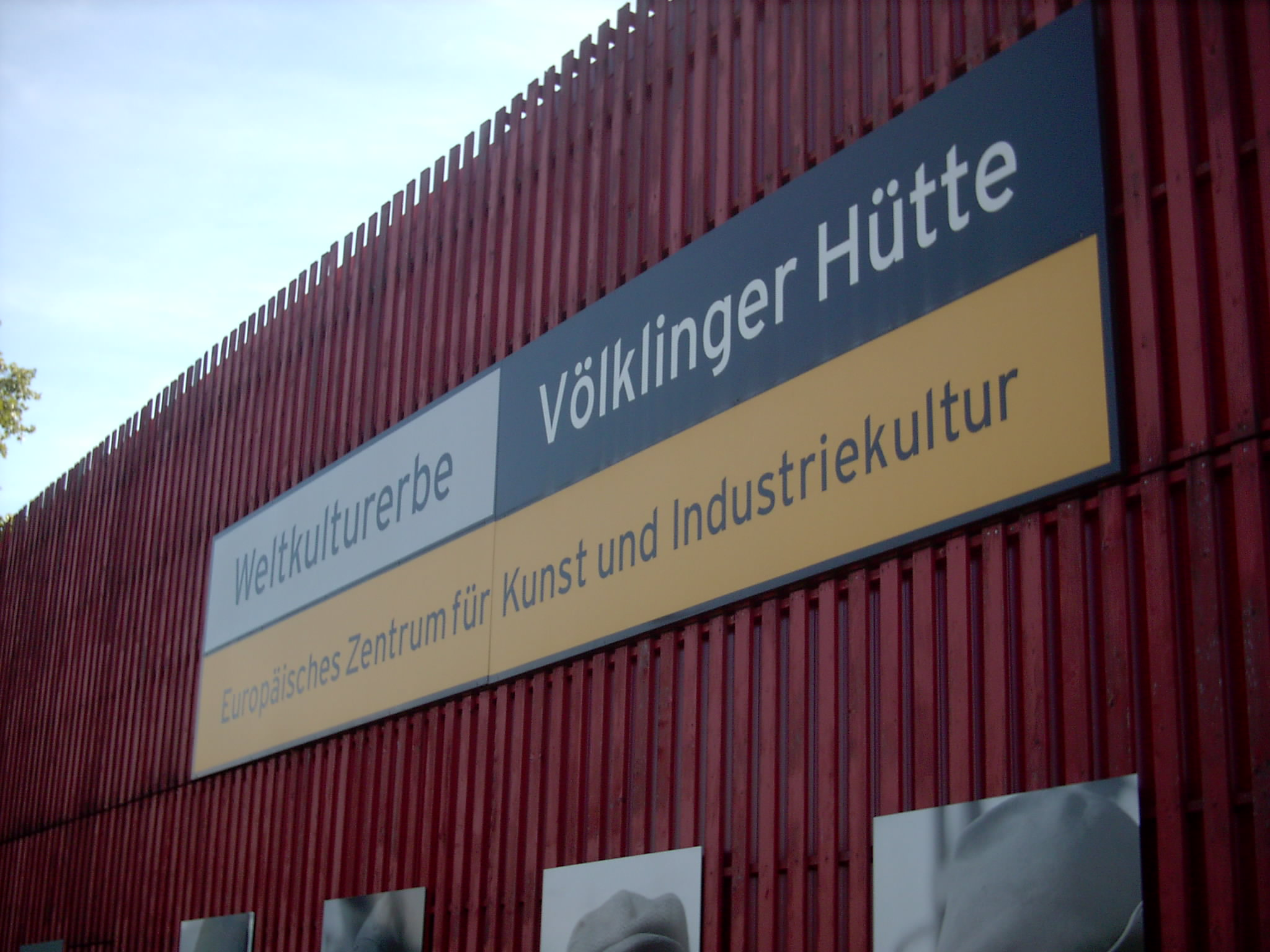